# Soyuz MS-19
Soyuz MS-19 foi uma missão da Soyuz lançada no dia 5 de outubro de 2021. O voo levou um membro da Expedição 65/66 e dois visitantes. Esta foi a 146º missão tripulada da Soyuz. A tripulação consistiu de um comandante russo, do diretor Klim Chipenko e a atriz Iulia Peresild. Chipenko e Peresild passaram uma semana na ISS antes de retornarem na Soyuz MS-18, com a intenção de realizarem o filme Vyzov (em russo:  Вызов). Sem um astronauta dos Estados Unidos, foi a primeira vez em mais de 21 anos (Soyuz TM-30 em 2000) que uma Soyuz foi composta unicamente por tripulantes russos e a nave foi atualizada para ser pilotada por uma única pessoa.

## Tripulação

### Decolagem
| Posição    | Cosmonauta       | Duração          | Pousou na   |
| ---------- | ---------------- | ---------------- | ----------- |
| Comandante | Anton Shkaplerov | 176d 02h 33m 02s | Soyuz MS-19 |
| UKP        | Klim Chipenko    | 11d 19h 40m 40s  | Soyuz MS-18 |
| UKP        | Iulia Peresild   | 11d 19h 40m 40s  | Soyuz MS-18 |

### Pouso
| Posição             | Tripulante       | Duração          | Lançado na  |
| ------------------- | ---------------- | ---------------- | ----------- |
| Comandante          | Anton Shkaplerov | 176d 02h 33m 02s | Soyuz MS-19 |
| Engenheiro de voo 1 | Pyotr Dubrov     | 355d 03h 45m 24s | Soyuz MS-18 |
| Engenheiro de voo 2 | Mark Vande Hei   | 355d 03h 45m 24s | Soyuz MS-18 |

### Suplentes
| Posição    | Cosmonauta      |
| ---------- | --------------- |
| Comandante | Oleg Artemyev   |
| UKP        | Aleksei Dudin   |
| UKP        | Alena Mordovina |

### Reserva
| Posição           | Cosmonauta      |
| ----------------- | --------------- |
| Engenheiro de voo | Dmitriy Petelin |
| Engenheiro de voo | Sergei Korsakov |

## Antecedentes

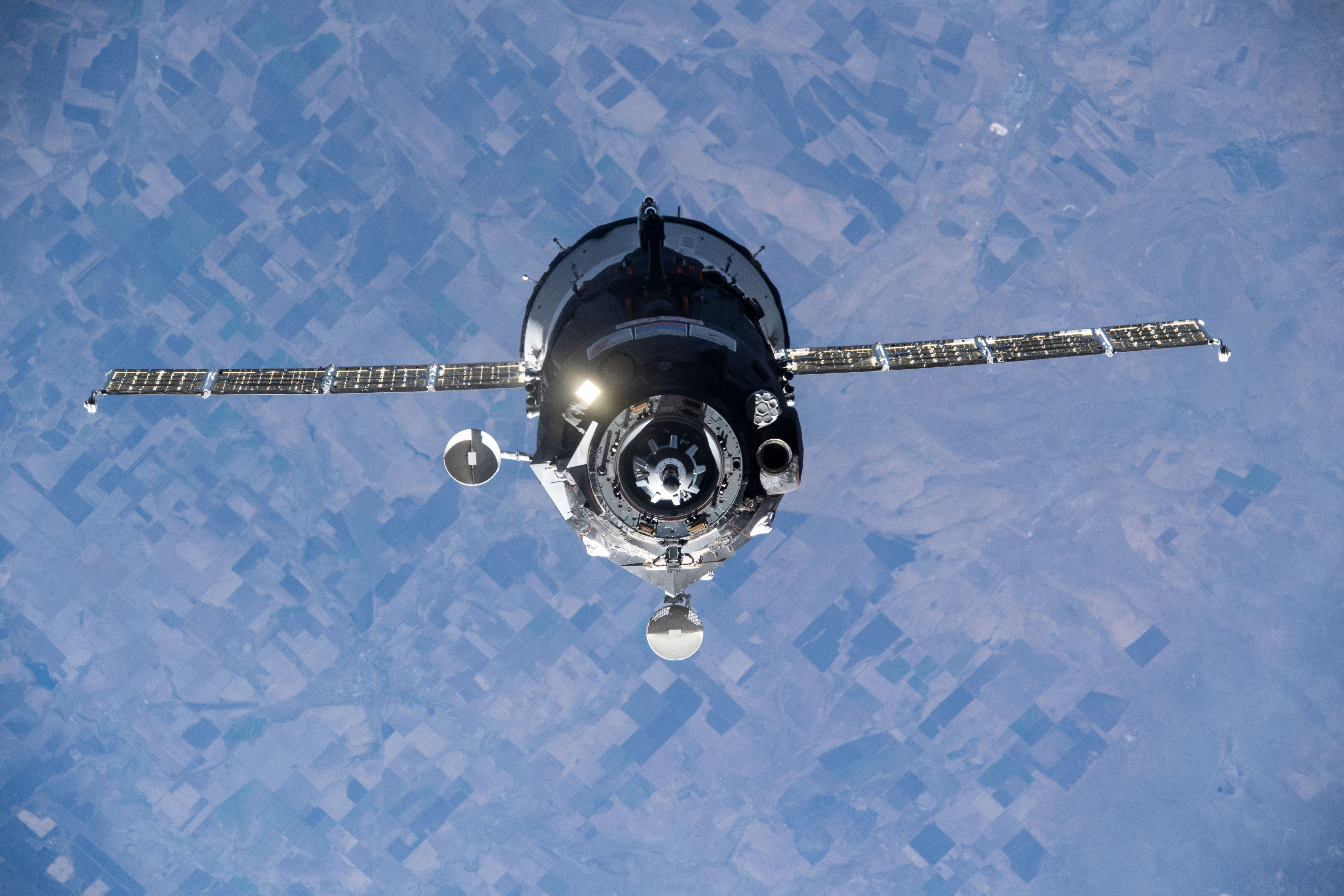
Chegada da Soyuz MS-19.

No dia 14 de maio de 2021, a Comissão Interagências aprovou a composição das tripulações principais e suplentes da ISS para o período de 2021-2023. O cosmonauta Anton Shkaplerov (comandante) e a tripulação do filme "Challenge": a atriz Iulia Peresild e o diretor Klim Chipenko, foram para a ISS na Soyuz MS-19. Os suplentes escolhidos após passarem pela comissão médica são: a atriz do New Drama Theater Aliona Mordovina, o diretor cinegrafista Alexei Dudin e Oleg Artemyev, comandante. Os tripulantes se apresentaram no dia 24 de maio de 2021 para treino no Centro de Treinamento Yuri Gagarin.
Em agosto de 2021, os membros da equipe principal e suplente foram declarados prontos para o voo espacial pela Comissão Médica. Em 18 de setembro, ambas as equipes chegaram no Cosmodromo de Baikonur para o treino final antes do voo.
Devido ao fato da Soyuz MS-19 ser a primeira vez em que um cosmonauta profissional e dois participantes voam juntos, a nave foi equipada com um novo painel de controle para comandos especificamente importantes, que geralmente seriam realizados por um engenheiro de voo. Somente Shkaplerov teve de realizar o controle remoto em certos pontos do voo. Para treinar o controle de forma independente, o Centro Iuri Gagarin finalizou o simulador integrado e reescreveu a documentação de bordo.
Em 8 e 9 de setembro, as tripulações principais e suplentes realizaram sessões de treinamento abrangente no CPC sobre como lidar com várias situações de emergência na nave espacial Soyuz MS e no segmento russo da ISS. Em 18 de setembro, as duas tripulações voaram para Baikonur, onde "experimentaram" sua nave espacial: experimentaram seus trajes de voo e assentos, se familiarizaram com os locais de carga na área de habitação e no veículo de descida, e realizaram outras operações.
Com a Soyuz MS-19, pela primeira vez a Roscosmos treinou a situação onde um comandante teve de pilotar a nave com dois "passageiros" sozinho, sem a possibilidade de conseguir ajuda de um engenheiro de voo - algo inédito na história do programa espacial Russo. No decorrer da preparação do voo, uma experiência completamente única relacionada com o treinamento de não profissionais foi acumulada, que poderá ser útil na eventualidade de uma situação de emergência que necessite o envio de cientistas, médicos ou outros especialistas.

## Voo

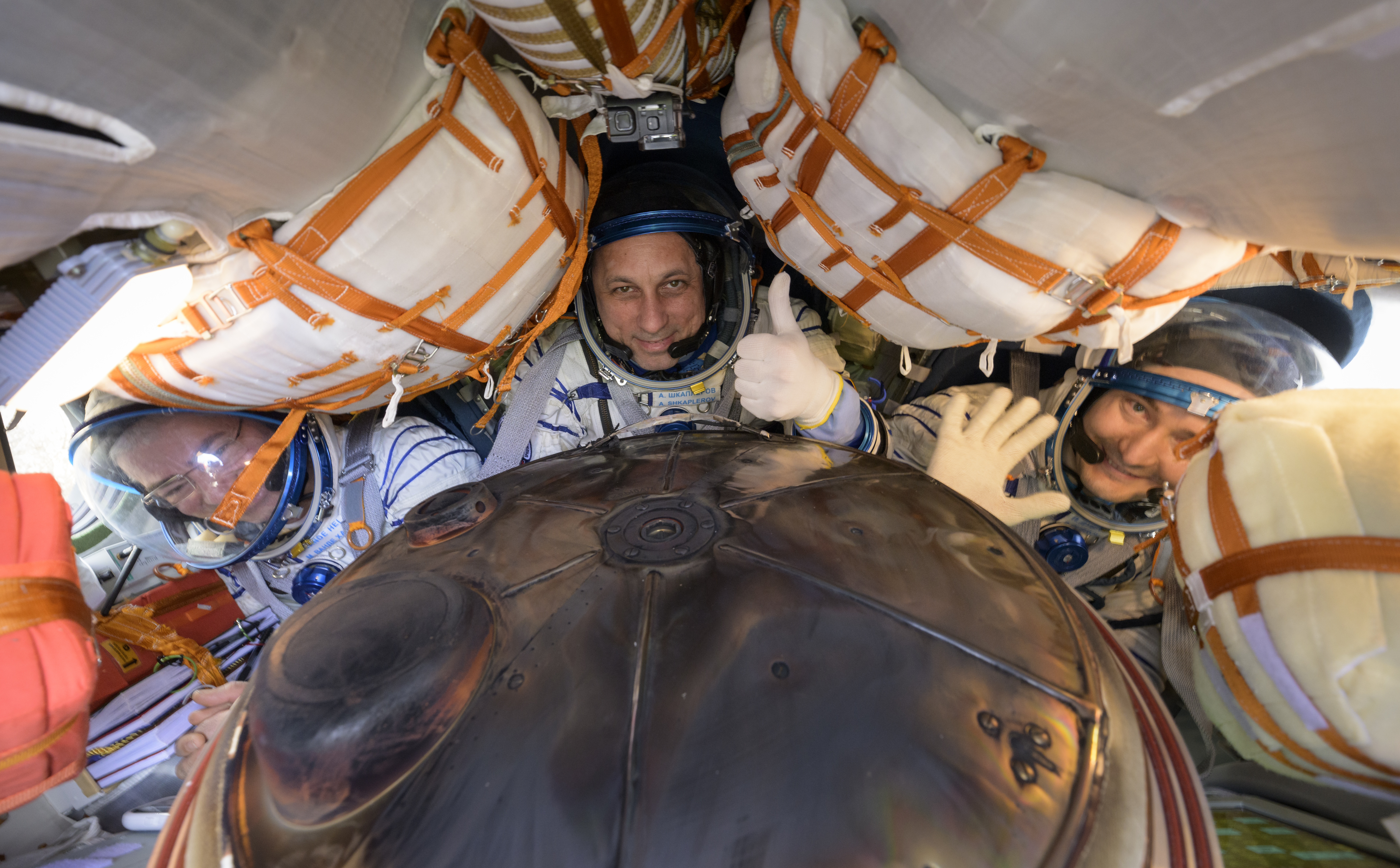
Equipe de pouso da Soyuz MS-19.

No dia 5 de outubro de 2021, as 08:55 UTC, a Soyuz MS-19 foi lançada a partir da plataforma 31 em Baikonur através de um Soyuz-2.1a. A manobra da nave com a ISS ocorreru de acordo com o esquema de duas órbitas controlado pelos especialistas do Grupo Principal de Operações do controle do segmento Russo da ISS. A nave não conseguiu acoplar-se de forma automática, então isso foi realziado de forma manual pelo cosmonauta Shkaplerov as 12:22 UTC no módulo Rassvet. Após checarem o lacre e abrirem a escotilha entre a nave e a ISS, as 15:01 UTC os tripulantes entraram na ISS.
No dia 6 de outubro a tripulação começou a gravar o filme Vyzov dentro da ISS. A atriz Iulia Peresild recebeu uma cabine separada com uma área para sua maquiagem. Os cosmonautas Anton Shkaplerov e Oleg Novitskiy levaram os assentos da tripulação do filme para a Soyuz MS-18, na qual a equipe do filme juntos do cosmonauta Oleg Novitskiy (comandante da Soyuz) retornaram à Terra no dia 17 de outubro de 2021. As 04:34:42 UTC do dia 17 a Soyuz MS-18 pousou na área prevista do Cazaquistão.
Em dezembro de 2021, para liberarem a comporta Nadir da estação para a Soyuz MS-20, eles levaram a Soyuz MS-19 para o módulo Poisk. Em fevereiro de 2022 eles a levaram para o Rassvet. Em março a nave será levada ao Prichal.
A a tripulação que pousou com a Soyuz MS-19, além de Anton Shkaplerov, teve o cosmonauta Petr Dubrov e o astronauta Mark Vande Hei, que chegaram na ISS com a Soyuz MS-18. O pouso está marcado ocorreu em 30 de março de 2022.